# Lucie Julia
Pour les articles homonymes, voir Julia.
Julia Lucie Daninthe, dite Huguette, née Julia Lucie Manette le 16 février 1927, morte le 23 septembre 2023, utilisant le pseudonyme de Lucie Julia, est une écrivaine guadeloupéenne, une militante des droits des femmes et assistante sociale. Elle écrit à la fois en créole et en français et est lauréate du prix L'Hibiscus d'Or de l'Institut des Jeux Floraux de la Guadeloupe pour la poésie, ainsi que du Prix littéraire des Caraïbes en 1990 pour Mélodie des faubourgs. Elle a été la première assistante sociale du service de santé de Guadeloupe et a été pendant de nombreuses années l'une des rares assistantes sociales formées sur l'île.

## Biographie
Huguette Manette est née en 1927  à Morne-à-l'Eau, sur l'île de Grande-Terre, partie de la Guadeloupe. Ses parents descendaient d'esclaves africains amenés sur l'île pour travailler dans des plantations de canne à sucre. Manette était l'une des sept enfants nés d'un ancien combattant de la Première Guerre mondiale devenu agriculteur et de sa femme qui vendait des aliments préparés et élevait ses enfants. Enfant, Manette quittait son village d'Espérance et apportait de la nourriture aux coupeurs de canne travaillant à la campagne. Elle a fréquenté une école primaire privée pendant deux ans puis, à 7 ans, a été transférée à l'école publique, où pour la première fois de sa vie, elle a été exposée au français. Elle était une bonne élève et considérait ses études comme un moyen d'obtenir un meilleur emploi.
Vers l'âge de 9 ou 10 ans, Manette commence à écrire de la poésie, encouragée par sa voisine, Jeanne de Kermadec, poétesse qui lui apprend le rythme poétique. Elle étudie également les chants et les rythmes des musiques et danses traditionnelles guadeloupéennes, comme le gwoka, créé avec des tambours à main et souvent joué lors de spectacles musicaux ruraux, connus sous le nom de swarés léwoz. Certains de ses premiers travaux ont été publiés dans les journaux guadeloupéens. Après avoir terminé ses études en Guadeloupe, elle quitte les Antilles pour étudier les soins infirmiers et le travail social en métropole,.

## Carrière
Bien qu'il s'agisse depuis 1946 d'un département français, les programmes de protection sociale offerts aux citoyens vivant en France ne furent considérés comme applicables aux territoires d'outre-mer qu'en 1948. Les grèves et les interventions d'hommes politiques, comme Gerty Archimède et Rosan Girard, étaient responsables pour le Parlement français reconnaissant et instituant une Caisse de Sécurité Sociale en 1949. De retour en Guadeloupe et s'installant à Pointe-à-Pitre, Manette a été embauchée par le ministère de la Santé en 1952 en tant que première assistante sociale à détenir un diplôme,. Après avoir été recrutée pour organiser et innover les programmes de protection sociale du gouvernement, ses collègues ont résisté à ses changements et pendant les cinq premières années, elle a été la seule professionnelle des services sociaux engagée par le système. Mais, lentement, elle a mis en place des centres de santé communautaires qui fournissaient des services tels que les vaccinations, les soins de maternité et les établissements de santé publique dans toutes les îles de la Guadeloupe,.

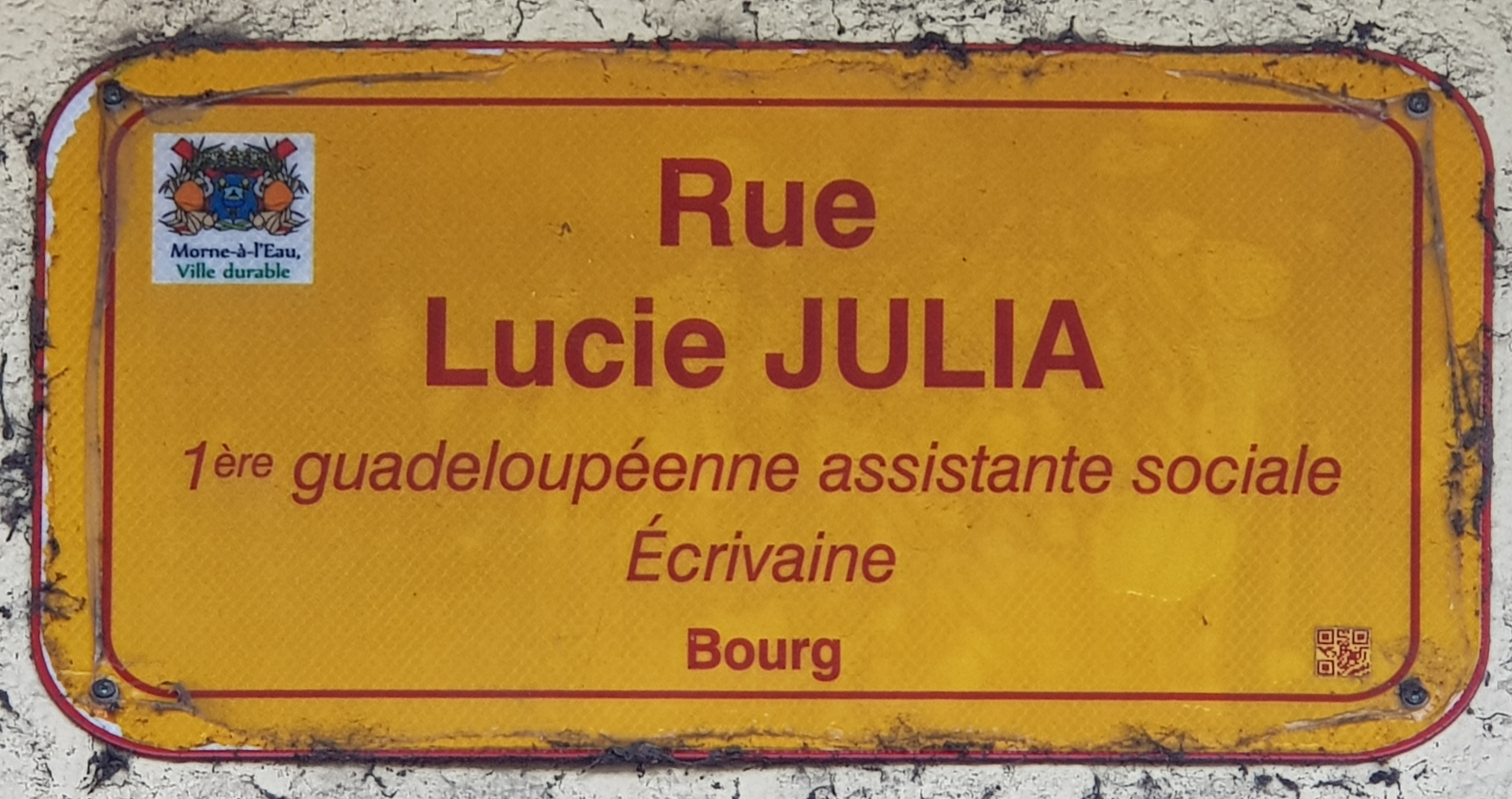
Plaque de rue en son honneur dans sa ville natale, Morne-à-l'Eau.

Manette épouse Guy Daninthe, avocat, devenu secrétaire général du Parti communiste guadeloupéen et cofondateur du mouvement syndical Confédération générale du travail de Guadeloupe. Le couple a eu deux fils, Guy-Marie et Ernest,, qu'ils ont élevés à Pointe-à-Pitre. À partir du début des années 1960 ils allaient tous les week-ends travailler la terre qu'ils avaient achetée à Barbotteau-Vernou dans la commune de Petit-Bourg sur l'île de Basse-Terre. En 1958, elle devient la première présidente de l'Union des Femmes Guadeloupéennes et est une ardente défenseure de l'égalité et de l'autonomisation des femmes, ainsi que de leur développement socio-économique et la capacité de protéger leurs familles et leurs enfants.
À quarante ans, Daninthe se remet à l'écriture en adoptant le pseudonyme de Lucie Julia. En parcourant ses notes, Julia a travaillé sur un livre qu'elle a intitulé De ce petit coin d'Espérance. Lorsque le livre a été publié plus tard, en 1982, le titre a été changé en Les gens de Bonne-Espérance. Elle a écrit Mélody des faubourgs alors qu'elle vivait encore à Pointe-à-Pitre et observait les pauvres parmi lesquels elle travaillait et vivait. En 1960, la famille déménage à Barbotteau-Vernou et elle a fait la navette pour travailler jusqu'à sa retraite en 1987 du ministère de la Santé,. En 1988, Julia publie une collection de poèmes Chants, sons et cris pour Karukéra et est récompensée par l'Institut Jeux Foraux de la Guadeloupe avec le prix L'Hibiscus d'Or du meilleur poème écrit en créole. L'année suivante, Mélody des faubourgs est publié et reçoit le Prix littéraire des Caraïbes 1990 de l'Association des écrivains de langue française.
En 1992, Julia publie Mon trésor à Mantidou : Tim tim - bwa sek !, un livre jeunesse bilingue écrit en créole et en français. L'année suivante, elle publie un recueil de nouvelles, Kaïbo : conte de bonne maman et en 1994, une pièce de théâtre Jean-Louis : Un nègre pièce d'Inde (Jean-Louis : Un morceau nègre de l'Inde). Les œuvres de Julia témoignent de sa célébration et de la promotion de la tradition culturelle guadeloupéenne et souvent ses protagonistes mettent en scène des personnes engagées dans la lutte pour la justice sociale. En 1996, elle écrit la biographie d'une de ses héroïnes, Gerty Archimède : fleur et perle de Guadeloupe, la première femme guadeloupéenne à siéger à la Chambre des députés,. En 2006, elle publie un deuxième volume de poésie, Au fil des ans, dont son amie et confrère Maryse Condé a écrit la préface. Après s'être demandé pendant des années ce qu'était devenue son personnage Mélody, Julia a publié en 2007 une suite, Le Destin d'Aimely.

## Ouvrages
- Lucie Julia, Les gens de Bonne-Espérance : roman, Paris, France, Temps Actuels, 1982 (ISBN 978-2-201-01595-3)
- Lucie Julia, Chants, sons et cris pour Karukéra : poèmes, Paris, France, Les Éditions La Bruyère, 1988 (OCLC 462002164)
- Lucie Julia, Mélody des faubourgs : roman, Paris, France, Éditions l'Harmattan, 1989 (ISBN 978-2-738-40261-5)
- (fr + gcf) Lucie Julia, Montrésor à Mantidou : Tim tim - bwa sek!, Paris, France, Éditions l'Harmattan, 1992 (OCLC 634494366)
- Lucie Julia et Uta (Illustrator) Gervelas-Muth, Kaïbo : conte de bonne maman, Pointe-à-Pitre, Guadeloupe, Éditions L.D., 1993 (ISBN 978-2-950-76350-1)
- Lucie Julia, Jean-Louis : un nègre pièce d'Inde, Paris, France, Les Éditions de l'Amandier / Théâtre, 1994 (ISBN 978-2-907-64908-7)
- Lucie Julia, Gerty Archimède : fleur et perle de Guadeloupe, Pointe-à-Pitre, Guadeloupe, Éditions Jasor, 1996 (ISBN 978-2-950-21957-2)
- Lucie Julia, Au fil des ans : poèmes et textes poétiques, Paris, France, Les Éditions de l'Amandier, 2006 (ISBN 978-2-915-69567-0)
- Lucie Julia, Le destin d'Aimely : roman, Pointe-à-Pitre, Guadeloupe, Éditions Jasor, 2007 (ISBN 978-2-912-59463-1)